# Internet
Et internet er betegnelsen for et netværk af computernetværk, som er koblet sammen.[kilde mangler] Ofte taler man om internettet, der så betegner et globalt netværk af datanet-værter (computere). Internettet er en af de vigtigste opfindelser fra det 20. århundrede.[kilde mangler] Ikke fordi det i sig selv er noget teknisk vidunder, men på grund af de store konsekvenser det allerede har for vores måde at leve vores liv på, selv om det kun har nået større udbredelse inden for de seneste 16 år.[kilde mangler]
Internettet har stor samfundsmæssig betydning, blandt andet på områder som international vidensdeling, kommunikation, handel, mediebranchen og sociale netværk.
Hjemmesider har gjort det muligt at hente information fra hele verden. E-mail, Voice over IP (VoIP) og chat har allerede delvist erstattet breve og den traditionelle telefon. Internetmedier har trukket læsere og annoncer væk fra aviser og magasiner, og Video on demand er begyndt at være et alternativ til fjernsynet. Brancher som banker, rejsebranchen, forlag og boghandlere samt pladebranchen har fået vendt op og ned på den måde kunderne betjener sig selv på eller måden de køber varer. Samtidigt benytter millioner sociale netværk til at holde forbindelse og kommunikere med familie, venner og kollegaer.

## Historie
Grundstenene til internettet blev lagt i 1960'erne af det amerikanske forsvar, først og fremmest med etablering af Arpanettet og senere af de civile netværksstrukturer CSNET, BITNET og NSFNET. Internettet måtte ikke have en central computer, hvor alle informationer var lagret på en harddisk. Primært for at undgå at store mængder data kunne fjernes med et slag. Internettet udviklede sig derfor som et decentralt computernetværk. Efterhånden blev en række forskningsinstitutioner koblet på nettet; først forskningsinstitutioner inden for militærindustrien og efterretningsvæsnet og senere almindelige universiteter.
I 1981 var 213 computere fra forskellige universiteter bundet sammen – 10 år efter var tallet mere end 300.000. I 1996 brugte 12 procent af danskerne internet i gennemsnit to timer om ugen. 88 procent brugte ikke internet. 
I juli 2007 havde 83 procent af den danske befolkning ifølge Danmarks Statistik adgang til internettet fra hjemmet.
I 2010 viste en undersøgelse af ovenstående firma, at hele 91 procent af den danske befolkning, havde adgang til internet i deres husstand.

## Webbaseret teknologi
I det øjeblik en teknologi bliver web-baseret, opnår den en potentiel brugermasse, som er lig med antallet af brugere på nettet. Derfor er det flere gange i de forløbne år set, at en ny teknologi eller et begreb er blevet verdensberømt i løbet af ganske kort tid.[kilde mangler] Dette fænomen medførte blandt andet en IT-boble i slutningen af 1990'erne, hvor mange firmaer og koncepter blev overvurderet og gik konkurs, netop fordi det er så svært at vurdere en idés potentiale på internettet.[kilde mangler]
Nedenfor er listet en række af de ting, som internettet blandt andet har ført med sig:
- E-mail
- Chats
- Websteder
- VoIP
- Onlinebooking
- Video on demand
- Søgemaskiner
- Webshops

## Teknisk definition
Internettet er et WAN-datanet, der forbinder andre mindre datanet. Ordet internet er sammensat af inter, som betyder mellem, og net, som refererer til et datanet. Dataterminaludstyr (f.eks. computere) på internettet kommunikerer med hinanden via protokoller. 
Det største offentligt tilgængelige datanet i verden kaldes i daglig tale også simpelthen internettet. Nettet er organiseret i domæner. World Wide Web er den del af internettet, som kan nås via HTTP-protokollen.
Internettet benytter IP (OSI lag 3) som bæreprotokol og for eksempel TCP, UDP, ICMP og IGMP på OSI lag 4. Eksempler på TCP-baserede protokoller på OSI lag 5: POP3, IMAP, SMTP, FTP, HTTP, HTTPS, Telnet, NNTP. Alle disse protokoller er dokumenteret i såkaldte RFC'er.
Eksempler på andre meget brugte protokoller og andet: PPP, SLIP, LDAP, SSL, VRML og P2P.
Nogle af de mest kendte ting, der gør brug af disse protokoller er e-mail, nyhedsgrupper, FTP, World Wide Web, Gopher, SSH, finger og IRC. Ud af disse er World Wide Web og e-mail de mest brugte, og en masse andre ting er bygget oven på disse.
Privatpersoner og private virksomheder opnår forbindelser til internettet ved at abonnere på en internetforbindelse fra en internetudbyder. Forsknings- og undervisningsinstitutioner er ofte forbundet til et forskningsnet.
Man kan tilslutte en computer til internettet på forskellige måder:
- Som privat bruger var den mest udbredte metode via et modem, der var tilsluttet en telefon. Forbindelser via modem er stadig meget udbredt.
- I de senere år det blevet mere almindeligt med en såkaldt bredbåndsforbindelse, f.eks. en ADSL-forbindelse, mobilt bredbånd, eller via antenneforeningens kabel, der deles med radio- og tv-signaler.
- De fleste virksomheder og institutioner har et netkort i hver computer, der er forbundet til et LAN, og det er normalt forbundet til internet via en router og ADSL eller en hurtigere forbindelse. Imellem router og lokalnet kan evt. anvendes en firewall.